# Delphine Desyeux
Delphine (de son vrai prénom: Jocelyne) Desyeux, née le 11 juillet 1953 à Reims, fille d'un père organisateur de spectacles et d'une mère esthéticienne, est une actrice, danseuse, chorégraphe et chanteuse française.

## Biographie
En 1966, elle est l'héroïne du feuilleton télévisé L'Âge heureux sur le milieu de la danse classique à l'Opéra Garnier.
Elle participe en 1967 au film Les Risques du métier avec Jacques Brel et Emmanuelle Riva, puis interprète au théâtre 7 plus quoi ? de Francois Billetdoux ; et Les deux orphelines sous la direction de Jacques Fabbri.
En 1998, elle a créé sa compagnie Axis à Saint-Jean-du-Gard où elle est chorégraphe et enseigne la danse contemporaine, le Tai Ji Quan, et le cirque.

## Filmographie

### Cinéma
- 1967 : Les Risques du métier : Catherine

### Télévision
- 1966 : L'Âge heureux (série télévisée) : Delphine Nadal
- 1967 : L'Âne Culotte (série télévisée) : Hyacinthe
- 1968 : Don Juan revient de guerre de Marcel Cravenne (Téléfilm) : Margot
- 1971 : L'Homme qui rit (Téléfilm) : Déa
- 1972 : Joyeux chagrins (Téléfilm) : Cécile
- 1976 : Kim & Co (série télévisée) : Claire
- 2003 : Histoires de fiction (série télévisée) : Elle-même

## Chanson
- 1967 : Ton anniversaire ; Que s'en vienne la nuit / L'hiver ; Si j'étais le vent
- 1968 : L'amie, le petit chien et Le garçon que j'aimais bien / La vieille boite à musique
- 1969 : Je suis la tigresse / Tu m'appelles ta petite sœur
- 1970 : Un brin de soleil / Jerry, si tu m'aimes